# Чемпионат СССР по баскетболу среди мужчин 1981/1982
Чемпионат СССР по баскетболу среди мужчин 1981/1982  — XLIX чемпионат СССР по баскетболу среди мужчин, проходивший с октября 1981 года по апрель 1982 года. 

## Участники
В Высшей лиге чемпионата СССР по баскетболу среди мужчин в сезоне 1981/1982 года принимали участие 12 команд: московские ЦСКА и «Динамо», киевские «Строитель» и СКА, ленинградский «Спартак», каунасский «Жальгирис», тбилисское «Динамо», вильнюсская «Статиба», минский РТИ, таллинский «Калев», рижский ВЭФ и куйбышевский «Строитель».

## Составы команд
ЦСКА (Москва) Игорь Афанасьев, Сергей Базаревич, Игорь Балыбердин, Хосе Бирюков*, Андрей Бондаренко, Сергей Борисов, Владимир Воронцов, Виктор Глазов, Александр Гусев, Станислав Ерёмин, Анатолий Ковтун, Мирча Кожелянко, Виктор Кузьмин, Римас Куртинайтис, Андрей Лопатов, Александр Мелешкин, Валерий Милосердов, Анатолий Мышкин, Виктор Панкрашкин, Виктор Петраков, Сергей Смагин, Сергей Тараканов, Геннадий Толмачёв, Андрей Фадеев, Дмитрий Шкурдин. Тренер – Вадим Капранов*, Сергей Белов.
Строитель (Киев) Александр Белостенный, Игорь Богдановский, Виталий Веретенников, Александр Волков, Ростислав Дрёмов, Евгений Колежук, Юрий Косенко, Олег Крайнюк, Олег Крыжановский, Олег Кузенков, Владимир Мартынов, Роман Рыжик, Владимир Рыжов, Юрий Сильверстов, Владимир Ткаченко, Виталий Хоменко, Виктор Хомич, Виктор Чернюк, Александр Ал. Шевченко, Александр Вл. Шевченко, Игорь Яценко. Тренер – Борис Вдовиченко.
Спартак (Ленинград) Александр Аверьянов, Алексей Агеев, Владимир Горин, Александр Дмитриев, Виктор Жарков, Андрей Иванников, Сергей Каприленко, Геннадий Капустин, Александр Караваев, Валерий Королёв, Сергей Кочергин, Сергей Кузнецов, Владимир Кузьмин, Андрей Макеев, Игорь Мельник, Андрей Муравьёв, Юрий Павлов, Александр Половьянов, Сергей Самойлис, Михаил Силантьев, Андрей Тюбин, Алексей Угрюмов, Николай Улицкий, Александр Харченков, Анатолий Ясинский. Тренер – Владимир Кондрашин.
Жальгирис (Каунас) Миндаугас Арлаускас, Рамунас Бутаутас, Раймондас Валиконис, Арвидас Венцловас, Арунас Григас, Людас Жукайтис, Сергеюс Йовайша, Гинтарас Крапикас, Артурас Криловичюс, Дарюс Ласкис, Арунас Лауритенас*, Миндаугас Лекараускас, Альгирдас Линкявичус, Витольдас Масальскис, Донатас Пранцкевичюс, Робертас Рагаускас, Арунас Розенбергас, Арвидас Сабонис, Вальдемарас Хомичюс, Гинтарас Червинскас, Раймондас Чивилис, Виргиниус Янкаускас, Артурас Ясунскас. Тренер – Владас Гарастас.
Динамо (Тбилиси) Гоча Бабунашвили, Гиви Бичиашвили, Игорь Бородачёв, Роланд Гаручава, Георгий Гегешидзе, Заза Гонгадзе, Зураб Грдзелидзе, Паата Гураспаули, Гела Дарсадзе, Валентин Дерюгин, Николай Дерюгин, Валерий Джгереная, Константин Джорджикия, Владимир Дзидзигури, Илья Кечакмадзе, Георгий Киласония, Нодар Коркия, Бесик Липартелиани, Кахабер Ломидзе, Мамука Ломидзе, Георгий Натобидзе, Кахабер Нуцубидзе, Юрий Пулавский, Шалва Синджарадзе, Зураб Томарадзе, Георгий Чачанидзе, Тамаз Чихладзе. Тренер – Леван Инцкирвели*, Михаил Коркия.
Динамо (Москва) Алексей Агапеев, Валентин Безбух, Хосе Бирюков, Владимир Бураков, Андрей Буров, Владимир Головенко, Геннадий Гребенников, Сергей Гришаев, Владимир Жигилий, Сергей Киселёв, Игорь Колычев, Игорь Корнишин, Игорь Королёв, Сергей Крылов, Игорь Легоньков, Владимир Логинов, Евгений Морозов, Михаил Мишунов, Игорь Назаренко, Александр Николаев, Сергей Попов, Сергей Смирнов, Василий Федоринов, Николай Фесенко. Тренер – Евгений Гомельский.
Статиба (Вильнюс) Витянис Андрюнас, Эдмундас Антанайтис, Витаутас Балочка, Альфредас Вайнаускас, Альгирдас Вайткус, Витаутас Вайчюс, Гинтаутас Вилкас, Римас Гирскис, Саулюс Дейманцявичус, Йонас Казлаускас, Альвидас Качинскас, Саулюс Крищюнас, Рамуальдас Круповницкас, Витаутас Малерас, Шарунас Марчюлёнис, Арнольдас Масальскис, Вильмантас Маткявичус, Эдмундас Нармонтас, Альгимантас Павилонис, Донатас Пашакарнис, Роландас Пеникас, Гинтарас Поцюс, Альгирдас Раманаускас, Алюс Раулушявичус, Витянис Урба. Тренер – Римантас Эндрияйтис.
РТИ (Минск) Леонид Антоник, Сергей Бойченко, Игорь Грищук, Виктор Гузик, Юрий Евсиевич, Игорь Ефимов, Сергей Желудок, Руслан Кнатько, Георгий Королёв, Владимир Кравченко, Николай Красницкий, Ильдар Мубаракшин, Александр Остроносов, Анатолий Парфианович, Александр Попков, Евгений Пустогвар, Вадим Рудков, Андрей Савицкий, Александр Сатыров, Анатолий Сланевский, Сергей Сланевский, Андрей Фоменко, Константин Шереверя, Анатолий Якубенко. Тренер – Владимир Колос*, Алексей Шукшин.
Калев (Таллин) Рашид Абельянов, Виктор Викторов, Пеетер Грюнтхаль, Харри Дрелль, Михаил Жуланов, Юри Каремяэ, Аго Клиймсон, Ханнес Койк, Теэт Лаур, Агур Лунден, Урмас Мерру, Юри Метсалу, Маргус Метстак, Андрус Нагель, Яан Орав, Тынис Рандала, Таави Рейгам, Тийт Сокк, Андрес Сыбер, Михкель Тикс, Айвар Тоомисте, Тойво Тульвик, Хейно Энден. Тренер – Хейно Лилль.
СКА (Киев) Виктор Бережной, Александр Брызгалов, Виктор Грищенко, Владимир Двигалюк, Борис Дербенцев, Михаил Дьяченко, Игорь Енюков, Александр Ермолинский, Юрий Зазимко, Александр Здрак, Валерий Иванов, Николай Ивахненко, Владимир Карташов, Валерий Кобзев, Сергей Коваленко, Владимир Коробков, Виктор Костенюк, Евгений Кравченко, Андрей Красавцев, Юрий Крутиков, Вадим Лисицын, Олег Полосин, Александр Потапов, Александр Сальников, Михаил Семёнов, Сергей Терентьев, Анатолий Цюцюра, Андрей Шаптала. Тренер – Геннадий Чечуро. 
ВЭФ (Рига) Айварс Барес, Айварс Бирзе, Валдис Валтерс, Юрис Висоцкис, Александр Дудоров, Андрис Екабсонс, Гатис Есикенс, Иварс Жвигурс, Андрис Званс, Юрис Калниньш, Вилис Криштопанс, Анатолий Кузнецов, Игорс Миглиниекс, Карлис Муйжниекс, Николай Назаров, Иварс Пендерс, Айнарс Розитис, Иварс Рубертс, Ральф Сарканс, Райтис Силарайс, Владимир Сполитис, Андис Стрелис, Айгарс Сухаревский, Юрис Чирков. Тренер – Майгонис Валдманис. 
Строитель (Куйбышев) Виктор Астанин, Владимир Васякин, Александр Власов, Владимир Головин, Александр Дрошнев, Александр Ермолинский*, Владислав Жужгов, Всеволод Иванов, Александр Кадушкин, Григорий Казанский, Александр Коваленко, Юрий Краснов, Виктор Кулагин, Александр Куприянов, Игорь Майоров, Сергей Мокин, Александр Морозов, Александр Потапов*, Александр Сизоненко, Дмитрий Стогов, Юрий Ткалич, Евгений Усов. Тренер – Генрих Приматов.
```
* - покинул команду в ходе сезона.
```

## Предварительный этап
| Место                                         | Команда              | Игры | Поб | Пор | Забито | Пропущено | +/-  | Очки |
| --------------------------------------------- | -------------------- | ---- | --- | --- | ------ | --------- | ---- | ---- |
| 1                                             | ЦСКА (Москва)        | 22   | 18  | 4   | 2031   | 1759      | +272 | 40   |
| 2                                             | Строитель (Киев)     | 22   | 18  | 4   | 1892   | 1694      | +198 | 40   |
| 3                                             | Динамо (Москва)      | 22   | 14  | 8   | 2017   | 1992      | +25  | 36   |
| 4                                             | Жальгирис (Каунас)   | 22   | 13  | 9   | 1914   | 1840      | +74  | 35   |
| 5                                             | СКА (Киев)           | 22   | 11  | 11  | 2036   | 2003      | +33  | 33   |
| 6                                             | Спартак (Ленинград)  | 22   | 11  | 11  | 1802   | 1803      | −1   | 33   |
| 7                                             | ВЭФ (Рига)           | 22   | 10  | 12  | 1947   | 1966      | −19  | 32   |
| 8                                             | Статиба (Вильнюс)    | 22   | 9   | 13  | 1895   | 1947      | −52  | 31   |
| 9                                             | Строитель (Куйбышев) | 22   | 8   | 14  | 1703   | 1797      | −94  | 30   |
| 10                                            | Динамо (Тбилиси)     | 22   | 8   | 14  | 1859   | 1994      | −135 | 30   |
| 11                                            | РТИ (Минск)          | 22   | 7   | 15  | 1889   | 2012      | −123 | 29   |
| 12                                            | Калев (Таллин)       | 22   | 5   | 17  | 1663   | 1841      | −178 | 27   |
| Данные на 28 декабря 1981 Итоговое положение. |                      |      |     |     |        |           |      |      |

## Второй этап

### За 1-8 места
| Место                                        | Команда             | Игры | Поб | Пор | Забито | Пропущено | +/-  | Очки |
| -------------------------------------------- | ------------------- | ---- | --- | --- | ------ | --------- | ---- | ---- |
| 1                                            | ЦСКА (Москва)       | 36   | 30  | 6   | 3377   | 2947      | +430 | 66   |
| 2                                            | Строитель (Киев)    | 36   | 27  | 9   | 3116   | 2877      | +239 | 63   |
| 3                                            | Динамо (Москва)     | 36   | 23  | 13  | 3439   | 3328      | +111 | 59   |
| 4                                            | Жальгирис (Каунас)  | 36   | 23  | 13  | 3232   | 3096      | +136 | 59   |
| 5                                            | Спартак (Ленинград) | 36   | 19  | 17  | 3020   | 2964      | +56  | 55   |
| 6                                            | ВЭФ (Рига)          | 36   | 15  | 21  | 3273   | 3417      | −144 | 51   |
| 7                                            | СКА (Киев)          | 36   | 13  | 23  | 3240   | 3300      | −60  | 49   |
| 8                                            | Статиба (Вильнюс)   | 36   | 10  | 26  | 3017   | 3255      | −238 | 46   |
| Данные на 04 апреля 1982 Итоговое положение. |                     |      |     |     |        |           |      |      |

### За 9-12 места
| Место                                        | Команда              | Игры | Поб | Пор | Забито | Пропущено | +/-  | Очки |
| -------------------------------------------- | -------------------- | ---- | --- | --- | ------ | --------- | ---- | ---- |
| 9                                            | РТИ (Минск)          | 34   | 16  | 18  | 2854   | 2941      | −87  | 50   |
| 10                                           | Динамо (Тбилиси)     | 34   | 15  | 19  | 2818   | 2948      | −130 | 49   |
| 11                                           | Калев (Таллин)       | 34   | 12  | 22  | 2542   | 2720      | −178 | 46   |
| 12                                           | Строитель (Куйбышев) | 34   | 11  | 23  | 2598   | 2731      | −133 | 45   |
| Данные на 11 апреля 1982 Итоговое положение. |                      |      |     |     |        |           |      |      |

## Финальный этап
| Место                                        | Команда            | Игры | Поб | Пор | Забито | Пропущено | +/-  | Очки |
| -------------------------------------------- | ------------------ | ---- | --- | --- | ------ | --------- | ---- | ---- |
| 1                                            | ЦСКА (Москва)      | 39   | 32  | 7   | 3650   | 3211      | +439 | 71   |
| 2                                            | Строитель (Киев)   | 39   | 29  | 10  | 3370   | 3131      | +239 | 68   |
| 3                                            | Динамо (Москва)    | 39   | 24  | 15  | 3708   | 3611      | +97  | 63   |
| 4                                            | Жальгирис (Каунас) | 39   | 24  | 15  | 3503   | 3362      | +141 | 63   |
| Данные на 11 апреля 1982 Итоговое положение. |                    |      |     |     |        |           |      |      |

## Переходный турнир
| Место                                     | Команда                      | Игры | Поб | Пор | Забито | Пропущено | +/- | Очки |
| ----------------------------------------- | ---------------------------- | ---- | --- | --- | ------ | --------- | --- | ---- |
| 1                                         | Калев (Таллин)               | 6    | 5   | 1   | 472    | 405       | +67 | 11   |
| 2                                         | Строитель (Куйбышев)         | 6    | 5   | 1   | 506    | 437       | +69 | 11   |
| 3                                         | Красный котельщик (Таганрог) | 6    | 1   | 5   | 447    | 535       | −88 | 7    |
| 4                                         | Алмаз (Москва)               | 6    | 1   | 5   | 448    | 496       | −48 | 7    |
| Данные на 10 мая 1982 Итоговое положение. |                              |      |     |     |        |           |     |      |

## Итоговое положение

### Высшая лига
| Место | Команда              | Примечание |
|       | ЦСКА (Москва)        |            |
|       | Строитель (Киев)     |            |
|       | Динамо (Москва)      |            |
| 4     | Жальгирис (Каунас)   |            |
| 5     | Спартак (Ленинград)  |            |
| 6     | ВЭФ (Рига)           |            |
| 7     | СКА (Киев)           |            |
| 8     | Статиба (Вильнюс)    |            |
| 9     | РТИ (Минск)          |            |
| 10    | Динамо (Тбилиси)     |            |
| 11    | Калев (Таллин)       |            |
| 12    | Строитель (Куйбышев) |            |
| ----- | -------------------- | ---------- |

### Первая лига
| Место | Команда                      | Примечание          |
| 1     | Университет (Ташкент)        | Вышел в Высшую лигу |
| 2     | Красный котельщик (Таганрог) |                     |
| 3     | Алмаз (Москва)               | Вышел в Высшую лигу |
| 4     | СКА (Рига)                   |                     |
| 5     | Уралмаш (Свердловск)         |                     |
| 6     | Строитель (Харьков)          |                     |
| 7     | НКИ (Николаев)               |                     |
| 8     | Локомотив (Хабаровск)        |                     |
| 9     | Спартак (Владивосток)        |                     |
| 10    | СКА (Алма-Ата)               |                     |
| 11    | Спартак (Ворошиловград)      |                     |
| 12    | Политехник (Фрунзе)          |                     |
| 13    | Судоремонтник (Ильичёвск)    |                     |
| 14    | Светлана (Ленинград)         |                     |
| 15    | Локомотив (Новосибирск)      |                     |
| 16    | АзИНХ (Баку)                 |                     |
| 17    | Строитель (Краснодар)        |                     |
| 18    | Кавказ (Ставрополь)          |                     |
| 19    | Литкабелис (Паневежис)       |                     |
| 20    | Политехник (Кишинёв)         |                     |
| 21-25 | ДСК (Иркутск)                |                     |
| 21-25 | Авангард (Омск)              |                     |
| 21-25 | Памир (Душанбе)              |                     |
| 21-25 | СКИФ (Ереван)                |                     |
| 21-25 | СКА (Ашхабад)                |                     |
| ----- | ---------------------------- | ------------------- |